# Peter Paul Habicht

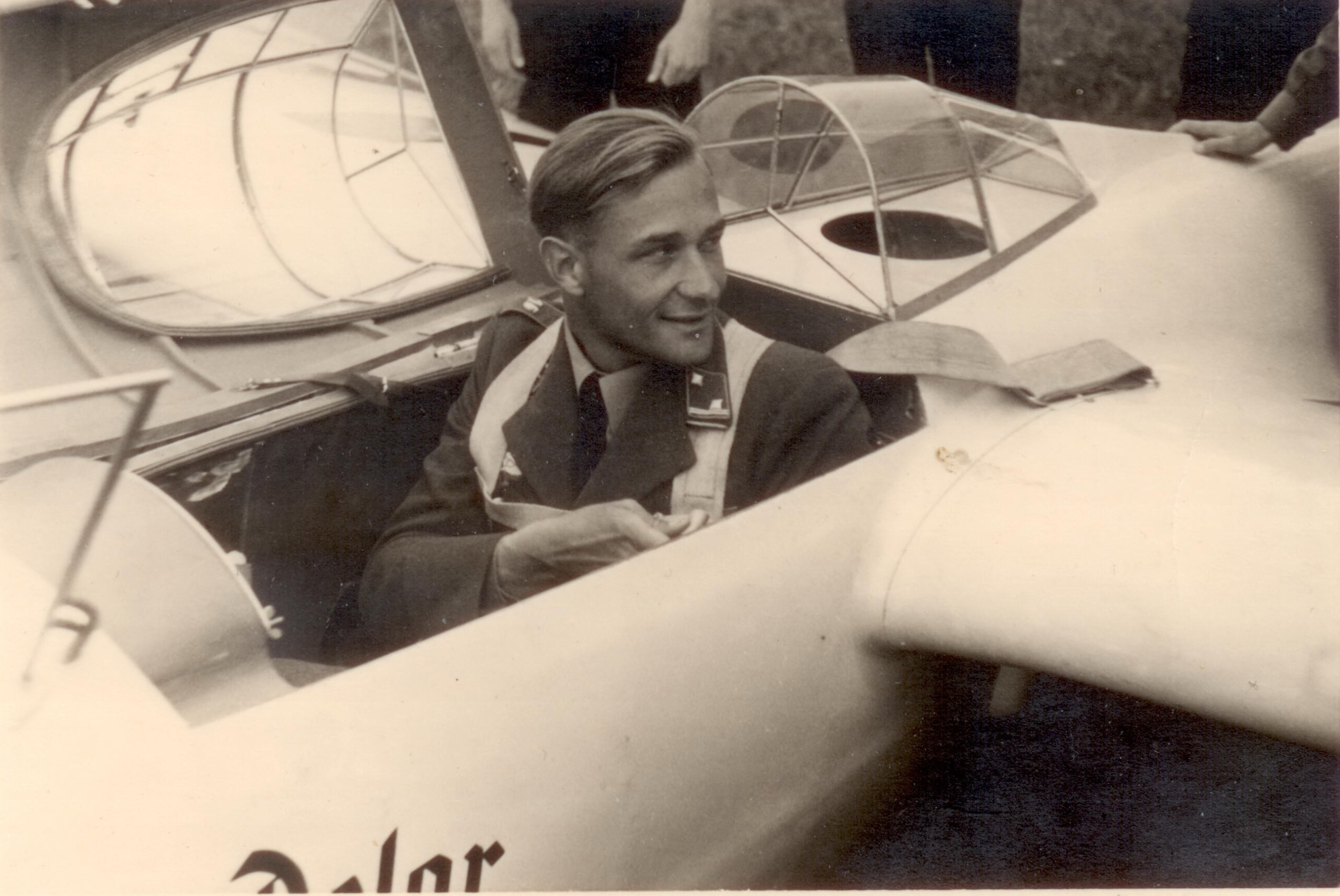
Peter Paul Habicht 1938 im Segelflugzeug

Peter Paul Habicht (* 21. August 1911 in Bieber bei Offenbach am Main; † 11. Januar 1944 in  Ottleben bei Halberstadt) war ein deutscher Kunst- und Segelflieger und Luftwaffenoffizier.

## Leben

### Frühe Jahre
Peter Habicht kam als Sohn des Schriftgießers und „Veteranen der deutschen Arbeiterbewegung“ Peter Habicht sen. und dessen Ehefrau Anna Elisabetha Kimmel in Bieber bei Offenbach am Main zur Welt. Nach seinem Volksschulabschluss 1925 lernte er Feinmechaniker bei der Schriftgießerei D. Stempel AG in Frankfurt am Main. 1932 trat er der Flugsportvereinigung Offenbach bei; 1933 gründete er den von ihm geleiteten DLV-Fliegerstützpunkt Bieber. In beiden Fliegervereinen engagierte er sich als Segelfluglehrer und Jugendleiter. In Erinnerung an ihn nennt die Flugsportvereinigung Offenbach-Reinheim heute ihre Jugendgruppe „Die Habichte“.

### Karriere im Nationalsozialistischen Fliegerkorps
1934/35 arbeitete Habicht bei der von Walter Georgii geleiteten Deutschen Forschungsanstalt für Segelflug in Darmstadt. Anschließend war er im Rahmen der anfangs verdeckten Luftaufrüstung des „Dritten Reichs“ als zivilangestellter Motorfluglehrer bei den DLV-Fliegerübungsstellen Darmstadt und Lachen-Speyerdorf tätig. Ab April 1939 erfolgte Habichts Einsatz als Gruppenfluglehrer beim Luftwaffen-Fliegerausbildungsregiment 53 in Straubing, Neuhausen bei Königsberg (Preußen) und Jena.
Ab 1937 betätigte sich Habicht ehrenamtlich beim NSFK. In der Landesgruppe 16 (Südwest) fungierte er als Segelflugreferent im Gau Saarpfalz und war dort für die Segelflugausbildung der Jugend verantwortlich. Seine NSFK-Karriere wurde gefördert vom Führer der NSFK-Landesgruppe 16, Werner Zahn. Bei südwestdeutschen Flugtagen trat Habicht 1937/38 als Kunstflieger auf; am Deutschlandflug 1938, dem weltgrößten Ereignis dieser Art, nahm Habicht als Pilot in Zahns Stabsstaffel teil, die den 4. Platz erzielte. Im Segelflugzeug unternahm Habicht 1938 und 1939 meteorologische Forschungs- und Langstreckenflüge. Außerdem beteiligte er sich mit den Hochleistungs-Segelflugzeugen Condor II bzw. Mü 13 an den Segelflugwettbewerben auf der Rhön. Seine Flugberichte wurden später von Peter Riedel zitiert. Im Sommer 1939 gründete Habicht die „Leistungssegelflugschule Straubing“, die wegen des Kriegs bald ihren Betrieb einstellen musste. Er war Inhaber des Leistungssegelfliegerabzeichens Nr. 620. Zum 1. Mai 1937 war Habicht der NSDAP beigetreten (Mitgliedsnummer 5.289.061).

### Staffelkapitän beim Zerstörergeschwader 26
Ab 1940 wurde Habicht in der Luftkriegsschule 4 zum Offizier und in der Zerstörerschule Memmingen zum Flugzeugführer ausgebildet. Von Herbst 1941 bis Herbst 1943 versah er Dienst in der III. Gruppe des  Zerstörergeschwaders 26 „Horst Wessel“ am Mittelmeer – zunächst als Flugzeugführer in der 7. Staffel, ab Mai 1942 als Staffelkapitän der 10. Staffel. Diese war mit den Flugzeugtypen  Dornier Do 17 und – ab Oktober 1942 – Junkers Ju 88 ausgerüstet. Deren Aufgaben bestanden (1.) in der Sicherung von Schiffsgeleiten der Achsenmächte zwischen Italien und Libyen, (2.) in der Erdkampfunterstützung von Rommels Afrikakorps und (3.) in Bombenangriffen auf alliierte Ziele, vor allem Malta. Am 8. November 1941 stürzte Habicht mit Motorschaden ins Mittelmeer und erlitt einen Schädelbasisbruch. Im Februar 1942 kehrte er zur Truppe zurück. Am 1. April 1942 wurde Habicht zum Hauptmann befördert. Seine Vorgesetzten beurteilten ihn als „einen ausgesprochenen Draufgänger […] mit guter Eigeninitiative.“ Mit der handstreichartigen Einnahme eines Feldflugplatzes bei Tobruk am 21. Juni 1942 und mit einer tollkühnen Rettungsaktion zugunsten eines notgewasserten deutschen Piloten am 24. Juni 1942 rechtfertigte er dieses Urteil.

### Gruppenkommandeur der Ergänzungs-Zerstörer-Gruppe Braunschweig-Broitzem
Im September 1943 wurde Habicht von seinem Posten als Staffelkapitän (zuletzt der 11./ZG 26) abgelöst und als Gruppenkommandeur der Ergänzungs-Zerstörer-Gruppe Braunschweig-Broitzem eingesetzt. Am 11. Januar 1944 starben er und sein Bordfunker Helmut Busch bei dem Versuch, einen Luftangriff der 1. US-Bomberdivision auf die AGO Flugzeugwerke in Oschersleben abzuwehren. Ihre Messerschmitt Me 410 wurde im Luftkampf mit einem US-Begleitjäger der von Major James Howell Howard geführten 354. Fighter Group abgeschossen. Den Luftsieg konnte der 22-jährige US-Pilot Robert Winston Stephens für sich und seine North American P-51 Mustang mit dem Spitznamen „Killer“ verbuchen. Habicht erhielt am 19. Januar 1944 ein Militärbegräbnis auf dem Bieberer Friedhof. In seinem Wehrpass sind 357 Feindflüge und zwei Luftsiege vermerkt. Er hinterließ seine Ehefrau Wilhelmina und zwei Töchter im Alter von 3½ Jahren bzw. vier Wochen. 2011 erinnerte die Tageszeitung Offenbach-Post an seinen 100. Geburtstag.

## Auszeichnungen
- Kriegsverdienstkreuz II. Klasse mit Schwertern (18. Dezember 1940)
- Frontflugspangen in Bronze (20. Oktober 1941) und in Gold (8. Juli 1942) für Zerstörer
- Eisernes Kreuz II und I Klasse (11. März 1942 bzw. 28. Juli 1942)
- Großes Segelflugzeugführerabzeichen (10. September 1942)
- Deutsch-italienische Erinnerungsspange (19. Januar 1943)
- Ehrenpokal für besondere Leistung im Luftkrieg (4. Mai 1943)
- Deutsches Kreuz in Gold (17. Oktober 1943)